# Liste der denkmalgeschützten Objekte in Graz/Liebenau
Die Liste der denkmalgeschützten Objekte in Graz/Liebenau enthält die 19 denkmalgeschützten, unbeweglichen Objekte des VII. Grazer Stadtbezirks Liebenau.

## Denkmäler
| Foto |                 | Denkmal | Standort                                                    | Beschreibung | Metadaten |
| ---- | --------------- | --- | ----------------------------------------------------------- | --- | --- |
| ja   | Datei hochladen | Lagergebäude Liebenau HERIS-ID: 112568 Objekt-ID: 130775seit 2017                                               | Andersengasse 32 Standort KG: Liebenau                      | Das ehemalige Mannschaftsgebäude ist ein baulicher Rest des 1940 errichteten Zwangsarbeitslagers Liebenau. In der unmittelbarn Nachkriegszeit wurde auf dem Lagergelände eine Wohnsiedlung errichtet, von dem das Gebäude nunmehr ein Teil ist. | BDA-Hist.: Q37831699 Status: Bescheid Stand der BDA-Liste: 2025-06-30 Name: Lagergebäude Liebenau GstNr.: .494                                                                            |
| ja   | Datei hochladen | Kath. Pfarrkirche Christus der Auferstandene mit Pfarrhof und Glockenturm HERIS-ID: 51387 Objekt-ID: 57029      | Anton-Lippe-Platz 1 Standort KG: Liebenau                   | Die Kirche mit Pfarrhaus und Kindergarten bilden einen Platz, der sich von der Umgebung inselartig abhebt. Das Ensemble wurde 1971–1976 von Wolfgang Kampfhammer und Johannes Wegan erbaut. Der Kirchturm wurde erst in den 1990ern hinzugefügt. Die Ausstattung stammt unter anderem von Gernot Völkel und Josef Pillhofer.                                                                                         | BDA-Hist.: Q1742518 Status: § 2a Stand der BDA-Liste: 2025-06-30 Name: Kath. Pfarrkirche Christus der Auferstandene mit Pfarrhof und Glockenturm GstNr.: 128/3 Pfarrkirche Graz-Süd       |
| ja   | Datei hochladen | Pfarrkindergarten HERIS-ID: 104755 Objekt-ID: 121633                                                            | Anton-Lippe-Platz 2 Standort KG: Liebenau                   | Der Kindergartens steht dem Pfarrzentrum diagonal gegenüber. Er hat drei nischenartige Kleinräume mit Galerie, die eine flexible Raumnutzung ermöglichen. | BDA-Hist.: Q37801813 Status: § 2a Stand der BDA-Liste: 2025-06-30 Name: Pfarrkindergarten GstNr.: 128/3 Pfarrkirche Graz-Süd                                                              |
| ja   | Datei hochladen | Dr.-Renner-Hauptschule HERIS-ID: 104782 Objekt-ID: 121660                                                       | Eduard-Keil-Gasse 41 Standort KG: Liebenau                  | Die Hauptschule wurde in den Jahren 1949 bis 1951 erbaut. Die figurale Sandsteingruppe musizierender Kinder stammt aus dem Jahr 1956. | BDA-Hist.: Q37801898 Status: § 2a Stand der BDA-Liste: 2025-06-30 Name: Dr.-Renner-Hauptschule GstNr.: 2/3                                                                                |
| ja   | Datei hochladen | Kultur- und Begegnungszentrum, ehem. Barackenkirche HERIS-ID: 104767 Objekt-ID: 121645                          | Engelsdorfer Straße 23 Standort KG: Liebenau                | Die Barackenkirche ist eine Notkirche, die 1947/48 gebaut wurde. Sie wurde später als Pfarrkirche von St. Paul ersetzt und dient heute als Kulturzentrum. Es handelt sich um eine der wenigen erhaltenen Barackenkirchen aus der unmittelbaren Nachkriegszeit. | BDA-Hist.: Q2658785 Status: § 2a Stand der BDA-Liste: 2025-06-30 Name: Kultur- und Begegnungszentrum, ehem. Barackenkirche GstNr.: 187/1                                                  |
| ja   | Datei hochladen | Nebengebäude der ehem. Kadettenschule HERIS-ID: 51389 Objekt-ID: 57031                                          | Kadettengasse 19 Standort KG: Liebenau                      | Der nördliche Nebentrakt wurde ebenso wie das Hauptgebäude der ehemaligen Kadettenschule in den Jahren 1853/54 im Stil des romantischen Historismus errichtet. | BDA-Hist.: Q38045002 Status: Bescheid Stand der BDA-Liste: 2025-06-30 Name: Nebengebäude der ehem. Kadettenschule GstNr.: .42 Schloss Liebenau (Cadet school Graz)                        |
| ja   | Datei hochladen | Schulgebäude der ehem. Kadettenschule mit barocker Toranlage HERIS-ID: 51391 Objekt-ID: 57033                   | Kadettengasse 23 Standort KG: Liebenau                      | Der ursprüngliche Bau war einer der ältesten Edelsitze im Raum Graz und ist als Vatersdorf (Name bis Mitte des 17. Jahrhunderts) schon im 12. Jahrhundert erwähnt. Es wurde in der zweiten Hälfte des 16. Jahrhunderts zum Renaissanceschloss umgebaut. Dieses wurde 1853/54 abgebrochen und im Stil des romantischen Historismus neu errichtet. Aus dem 18. Jahrhundert ist noch die barocke Portalanlage erhalten. | BDA-Hist.: Q2242183 Status: Bescheid Stand der BDA-Liste: 2025-06-30 Name: Schulgebäude der ehem Kadettenschule mit barocker Toranlage GstNr.: .41/1 Schloss Liebenau (Cadet school Graz) |
| ja   | Datei hochladen | Kriegerdenkmal HERIS-ID: 51390 Objekt-ID: 57032                                                                 | bei Kadettengasse 23 Standort KG: Liebenau                  | Das Kriegerdenkmal in Form eines Obelisken wurde 1894 errichtet und gedenkt den Toten der Infanterie-Kadettenschule in der Bosnien-Kampagne, die dahinterstehende Steinwand wurde nach dem Ersten Weltkrieg hinzugefügt und gedenkt vor allem der Todesopfer dieses Krieges. | BDA-Hist.: Q64765058 Status: Bescheid Stand der BDA-Liste: 2025-06-30 Name: Kriegerdenkmal GstNr.: 202/1 Schloss Liebenau (Cadet school Graz)                                             |
| ja   | Datei hochladen | Kriegerdenkmal, sog. Liebenauer Löwe HERIS-ID: 104905 Objekt-ID: 121791                                         | bei Kadettengasse 3 Standort KG: Liebenau                   | Der Sandsteinsockel mit bekrönendem Löwen stammt laut Signatur aus dem Jahr 1923 und war bis 1974 an der Kreuzung Liebenauer Straße / Puntigamer Straße aufgestellt. | BDA-Hist.: Q37802719 Status: § 2a Stand der BDA-Liste: 2025-06-30 Name: Kriegerdenkmal, sog. Liebenauer Löwe GstNr.: 152/4                                                                |
| ja   | Datei hochladen | Postgebäude, ehem. Villa Liebenau HERIS-ID: 51393 Objekt-ID: 57035seit 2017                                     | Liebenauer Hauptstraße 91 Standort KG: Liebenau             | Das spätklassizistische Gebäude mit Frontispiz und schmiedeeisernem Balkon stammt aus der Zeit zwischen 1830 und 1840. | BDA-Hist.: Q38045028 Status: Bescheid Stand der BDA-Liste: 2025-06-30 Name: Postgebäude, ehem. Villa Liebenau GstNr.: .62/7                                                               |
| ja   | Datei hochladen | Wohnhochhaus der Steyr-Daimler-Puch AG und davor aufgestelltes Logo HERIS-ID: 105078 Objekt-ID: 122040seit 2012 | Liebenauer Hauptstraße 309 Standort KG: Graz Stadt-Thondorf | Das fünfzehngeschoßige Gebäude der Steyr Daimler Puch AG war das erste Wohnhochhaus in Graz und wurde 1953/54 von Franz Schlacher und Franz Zita erbaut. | BDA-Hist.: Q37804553 Status: Bescheid Stand der BDA-Liste: 2025-06-30 Name: Wohnhochhaus der Steyr-Daimler-Puch AG und davor aufgestelltes Logo GstNr.: 97, 96                            |
| ja   | Datei hochladen | Volksschule Liebenau HERIS-ID: 104783 Objekt-ID: 121661                                                         | Puntigamer Straße 5 Standort KG: Liebenau                   | | BDA-Hist.: Q37801910 Status: § 2a Stand der BDA-Liste: 2025-06-30 Name: Volksschule Liebenau GstNr.: .244, 208/10, 209/4                                                                  |
| ja   | Datei hochladen | Evang. Pfarrkirche A.B. und H.B., Erlöserkirche HERIS-ID: 51388 Objekt-ID: 57030                                | bei Raiffeisenstraße 164 Standort KG: Liebenau              | Die Erlöserkirche wurde 1962/63 von Ferdinand Schuster erbaut. Es ist eine schlichte Saalkirche mit seitliche angestelltem Glockenturm, deren linke Seitenwand von einer kleinteiligen Verglasung aufgelöst wird. | BDA-Hist.: Q1355738 Status: § 2a Stand der BDA-Liste: 2025-06-30 Name: Evang. Pfarrkirche A.B. und H.B., Erlöserkirche GstNr.: 147/33 Erlöserkirche Graz-Liebenau                         |
| ja   | Datei hochladen | Kath. Pfarrkirche hl. Paulus mit Kapelle, Glockenturm und Laubengang HERIS-ID: 51395 Objekt-ID: 57037           | St.-Paulus-Platz 1 Standort KG: Liebenau                    | Die Kirche in historisierenden Formen wurde 1984–1987 von Reinhard Schöpf erbaut. Es entstand ein mit Laubengängen verbundener Kirchenplatz, in dem auch die alte Barackenkirche miteinbezogen wurde. | BDA-Hist.: Q2322333 Status: § 2a Stand der BDA-Liste: 2025-06-30 Name: Kath. Pfarrkirche hl. Paulus mit Kapelle, Glockenturm und Laubengang GstNr.: 187/1 St. Paul, Graz-Liebenau         |
| ja   | Datei hochladen | Ehem. Lager Liebenau/Reste der Bunkeranlage HERIS-ID: 113033 Objekt-ID: 131259seit 2018                         | bei Theyergasse 22 Standort KG: Liebenau                    | Baulicher Rest des Zwangsarbeitslagers Liebenau | BDA-Hist.: Q105646909 Status: § 9-Feststellung Bodendenkmal Stand der BDA-Liste: 2025-06-30 Name: Ehem. Lager Liebenau/Reste der Bunkeranlage GstNr.: 2/20                                |
| ja   | Datei hochladen | Kunsteishalle Liebenau HERIS-ID: 51394 Objekt-ID: 57036                                                         | Zoisweg 15 Standort KG: Liebenau                            | Das Liebenauer Eisstadion wurde 1961–1966 von Hans Ilgerl, Boris Peneff und Wolfgang Walch erbaut. Die markante Hängedachkonstruktion (deren Tragkonstruktion aus an verschiedenen Orten verankerten Stahlseilen besteht) wurde erstmals in Österreich so angewandt. | BDA-Hist.: Q1320653 Status: § 2a Stand der BDA-Liste: 2025-06-30 Name: Kunsteishalle Liebenau GstNr.: 248/1 Eisstadion Graz-Liebenau                                                      |
| ja   | Datei hochladen | Kath. Pfarrkirche hl. Christophorus in Thondorf HERIS-ID: 51398 Objekt-ID: 57040                                | Liebenauer Hauptstraße 287 Standort KG: Neudorf             | Der plastische und stark gegliederte Zentralbau wurde 1962–1964 von Robert Kramreiter errichtet. | BDA-Hist.: Q1684499 Status: § 2a Stand der BDA-Liste: 2025-06-30 Name: Kath. Pfarrkirche hl. Christophorus in Thondorf GstNr.: .23/1 St. Christoph (Graz)                                 |
| ja   | Datei hochladen | Florianikapelle HERIS-ID: 51397 Objekt-ID: 57039                                                                | bei Liebenauer Hauptstraße 291 Standort KG: Neudorf         | Die Kapelle wurde 1846 erbaut, sie ist ein kleiner Rechteckbau mit Apsis und Dachreiter mit Zwiebelhelm. | BDA-Hist.: Q27941901 Status: § 2a Stand der BDA-Liste: 2025-06-30 Name: Florianikapelle GstNr.: .23/2                                                                                     |
| ja   | Datei hochladen | Volksschule Murfeld HERIS-ID: 105074 Objekt-ID: 122032                                                          | Wilhelm-Rösche-Gasse 5 Standort KG: Neudorf                 | Die bungalowartige Schule stammt aus den 1960ern. 2021 wurde sie erweitert. | BDA-Hist.: Q37804513 Status: § 2a Stand der BDA-Liste: 2025-06-30 Name: Volksschule Murfeld GstNr.: 43/37                                                                                 |